# Ivan Rakitić
Ivan Rakitić (Rheinfelden, Svájc, 1988. március 10. –) világbajnoki ezüstérmes horvát labdarúgó, a Hajduk Split játékosa.

## Pályafutása

### A kezdetek
Ivan Rakitić Rheinfeldenben, Svájcban született és itt is kezdte meg labdarúgó karrierjét. Korábban édesapja és bátyja is labdarúgók voltak. 1992-ben a Möhlin-Riburg alakulatához csatlakozott. Már 16 évesen több európai sztárcsapat figyelmét is felkeltette, de szülei úgy döntöttek, hogy fejlődésének érdekében továbbra is Bázelben maradnak.

### Basel
1995-ben az FC Basel akadémiájára került, ahol egy rövid időszak után 2005. szeptember 29-én, a Široki Brijeg ellen rendezett UEFA-kupa mérkőzésen debütált a Basel felnőtt csapatában. 2006. április 15-én lépett először pályára a svájci szuperligában a Basel Neuchâtel Xamax elleni idegenbeli mérkőzésén. Ez volt az egyetlen találkozó, ahol játszott a szezonban. Egy kiírással később már 33 meccsen tizenegyszer volt eredményes. Ez idő alatt kilencszer lépett pályára az UEFA-kupában, és a 2006–2007-es szuperligaszezon legjobb fiatal játékosának választották, valamint megkapta az év svájci gólja díjat a St. Gallen ellen szerzett találatáért, amit 2006. október 22-én szerzett.

### Schalke 04

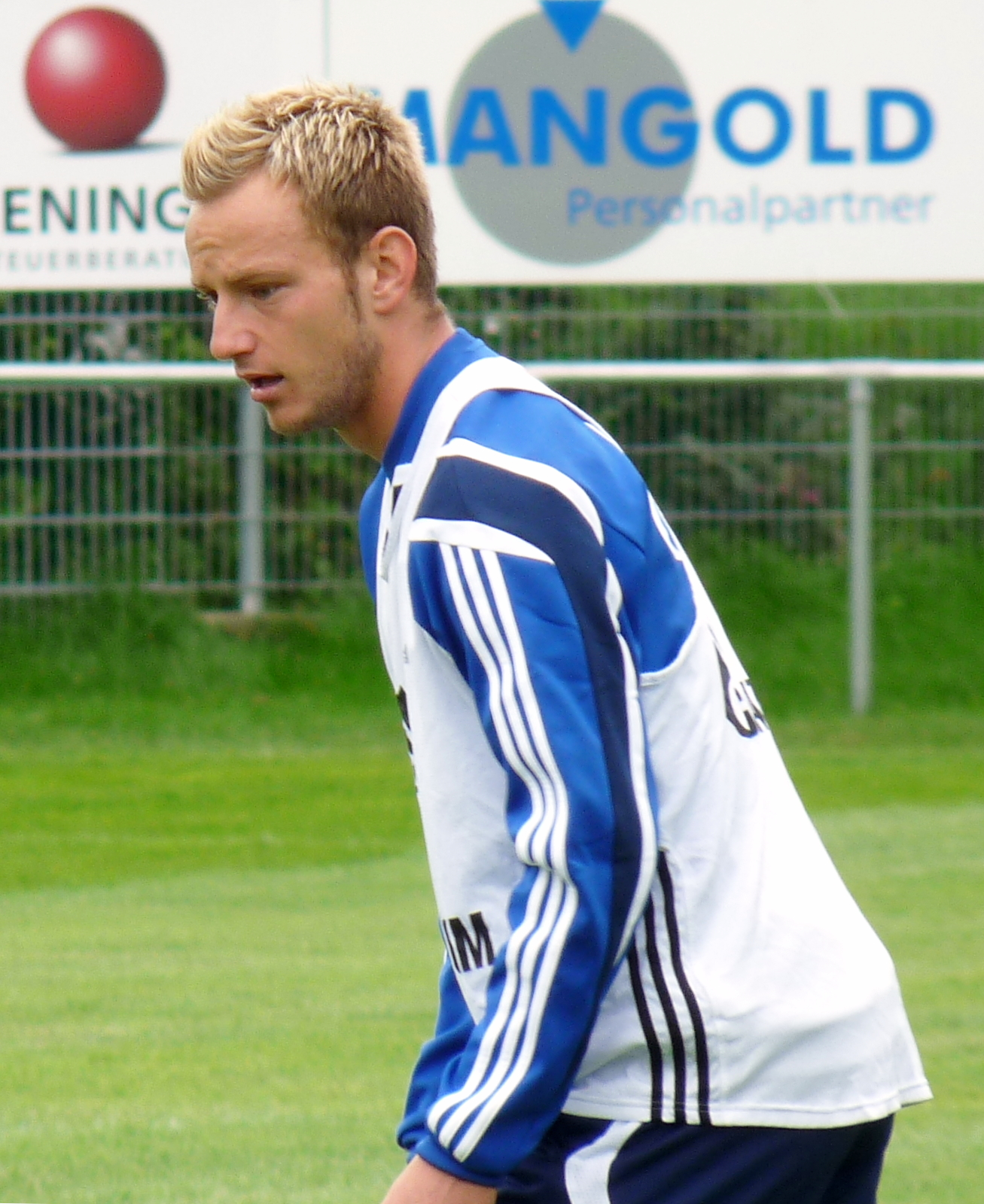
Rakitić 2010-ben.

2007. június 22-én szerződtette a német FC Schalke 04 csapata 5 millió euróért. Július 21-én mutatkozott be a Schalke szerelésében egy német ligakupa fordulóban a Karlsruher ellen. Augusztus 5-én Rakitić megszerezte első gólját új klubja színeiben az Eintracht Trier elleni idegenbeli, 0–9-es győzelemmel zárt mérkőzésen a kupa első fordulójában.
2007. augusztus 10-én a bajnok Stuttgart és a Schalke összecsapásával megkezdődött az új Bundesliga-idény. A második félidőben csereként játszott és 7 perccel a beállása után megszerezte első Bundesliga-gólját, csapata pedig 2–2-es döntetlent játszott. Szeptember 15-én a Schalke egyetlen gólját szerezte a Bayern München elleni 1–1-es idegenbeli döntetlen során. Három nappal később lépett első alkalommal pályára a Bajnokok Ligájában a Valencia elleni 0–1-es vereség során. Ezután még hétszer szerepelt a legrangosabb európai focikupa 2007–2008-as idényében. Később őt és csapattársát, Mladen Krstajićot a következő, Rosenborg elleni mérkőzés előtti este ideiglenesen kihagyták a keretből, mert rajtakapták, hogy kihagyta az edzést és részt vett egy késő esti bulin. Az FC Porto elleni tizenegyespárbajban értékesítette a saját maga büntetőjét, amivel segítette a német alakulatot a továbbjutáshoz. Mindkét Chelsea elleni negyeddöntőt kihagyni kényszerült egy bokasérülés miatt.
Sérülése utáni visszatérése alkalmával egyszer betalált, kétszer pedig segédkezett a Bochum ellen aratott 0–3-as győzelemhez. Az Eintracht Frankfurt ellen is megmaradt jó formája és Krstajić passza után betalált. Összességében 29 meccsen 3 góllal és 10 gólpasszal zárta első Bundesliga-szezonját.
A következő évben a nyitófordulóban, a Hannover 96 elleni 3–0-s győzelmében kétszer volt eredményes.

### Sevilla

#### 2010–2011-es szezon
2011. január 28-án négy és fél éves szerződést írt alá a spanyol La Ligában szereplő Sevilla FC-vel 2,5 millió eurós átigazolási díj ellenében. Érkezése után azonnal bekerült a kezdőbe, 2011. február 6-án a Málaga ellen. A Racing de Santander ellen öngólt vétett, viszont a következő mérkőzésnapon a Hércules elleni megszerezte első gólját a Sevilla színeiben. Egy korábbi lábtörése miatt kénytelen volt kihagyni az utolsó négy fordulót. Sérülése előtt a 2010–2011-es szezonban 5 gólt szerzett, 13 meccsen.

#### 2011–2012-es szezon
A 2011–2012-es években továbbra is a csapat alapembere volt, és kulcsfontosságú tagja a keretnek. A folyamatos edzőváltások után és az új edző, Marcelino által bevezetett új taktikai sémák miatt, akit később Míchel váltott fel, Rakitić más szerepet kapott a pályán, mint az előző szezonban, amikor Gregorio Manzano irányítása alatt középpályásként szerepelt. Az új trénerek többségében védekező középpályásként alkalmazták. A kiírás végéig összesen 39 találkozón lépett pályára, 6 gólpasszt adott és 1 gólt szerzett a 2011–2012-es spanyol kupában. Ez volt az egyetlen gól nélküli La Liga szezonja, amikor a Sevilla alkalmazásában volt.

#### 2012–2013-as szezon
A 2012–2013-as rajtkor egyből gólpasszt jegyzett a Getafe ellen. Szeptember 12-én újabb gólpasszt adott Piotr Trochowskinak a Real Madrid elleni 1–0-s győzelemben, hazai közönség előtt. Első találatát az ötödik fordulóban érte el a Deportivo de La Coruña ellenfeleként. A Real Betis elleni sevillai házi találkozón, egyben rangadón két gólt lőtt. A Real Sociedad elleni két góllal javította statisztikáit, amiből a második azonban egy öngól volt, így 1–1-re kiegyenlített. 42 alkalommal lépett pályára, 12 gólt szerzett, ebből hármat a kupában. A szezont tíz bajnoki gólpasszal is fejezte be. A statisztikák szerint Rakitić összesen 100 góllehetőséget teremtett, amivel a negyedik helyen állt az európai rangsorban.

#### 2013–2014-es szezon
A 2013–2014-es La Liga elején Unai Emery edző őt nevezte ki a Sevilla új csapatkapitányának. Szeptember 14-én, a Barcelona ellen 3–2-re elveszített idegenbeli meccsen szerezte az első gólt és segítette a másodikat. Szeptember hónap utolsó két fordulóján két gólt szerzett a Rayo Vallecano ellen 1–4-re megnyert idegenbeli összecsapáson és segítette egyesületét a Real Sociedad elleni 1–1-es döntetlen során. Októberben több más gól- és passz után a Santiago Bernabéu stadionban a Real Madrid elleni 7–3-ra elveszített meccsen kétszer talált be. További góltermelések után még jobban felhívta magára a topegyesületek figyelmét. A 2014-es naptári év első mérkőzésén a Getafe elleni hazai füvön is betalált, aminek is köszönhetően 3–0-ra diadalmaskodtak. Januárban a Levante ellen büntetőt hibázott, viszont ennek ellenére elnyerte a "La Liga hónap játékosa"-díjat.
Rakitić kiváló teljesítménye a szezonban további szakaszában is folytatódott: februártól májusig több gólpasszt és gólt szerzett. A Valencia ellen 2–0-ra megnyert elődöntő első mérkőzésén is eredményes volt, amelyet 3–3-as összesítésben, több idegenbeli gólnak köszönhetően a Sevilla bejutott az Európa-liga döntőjébe. Ott ő lett a "mérkőzés embere", ugyanis a Sevilla 4–2-re megnyerte a döntőt tizenegyesekkel együtt a Benfica ellen, a torinói Juventus Stadionban. Az év végén bekerült az EL álomcsapatába is. A spanyol labdarúgó-szövetség többször is a "Hónap játékosának", majd az "Év csapatkapitányának" választotta. Összesen 15 gólt szerzett, és 17 gólpasszt jegyzett. Az év végi, ünnepi LFP-díjátadógálán Rakitić elnyerte a "Fair Play"-díjat, és jelölték a "Legjobb középpályás"-elismerésre is, amelyet végül Andrés Iniesta kapott meg.

### Barcelona

#### 2014–2015-ös szezon
2014. június 16-án az FC Barcelona öt évre leigazolta és a 4-es mezszámot kapta. Augusztus 2-án, a francia Nice elleni felkészülési, barátságos mérkőzésen mutatkozott be Sergi Roberto második félidei cseréjeként. A HJK Helsinki elleni, szintén barátságos találkozón kétszer is gólpasszt adott a 6–0-s győzelemkor. Hivatalos bemutatkozása Barcelonában augusztus 24-én, az új nyitómérkőzésén, az Elche ellen következett be és gólpasszt adott Munir El Haddadinak. Szeptember 21-én első gólját lőtte a Barca mezében, tizenhatoson kívülről a Levante elleni 0–5-ös győzelem során. A következő heti, Granada elleni meccsen Lionel Messi átlövése után fejelte második gólját a szezonban a Camp Nouban aratott 6–0-s győzelemben.
2015. március 18-án megszerezte pályafutása első Bajnokok Ligája-gólját az angol bajnok Manchester City elleni 1–0-s győzelem idején, a nyolcaddöntő visszavágóján a Camp Nouban. Június 6-án a nyitógólt lőtte az olasz bajnok Juventus ellen 3–1-re megnyert találkozón a 2015-ös Bajnokok Ligája-döntőben a berlini Olimpiai stadionban. Ezzel ő lett a második horvát, aki gólt szerzett BL-döntőben 2013 és Mario Mandžukić óta. Az év vége felé a Barcelona lett az első klub a történelemben, amely triplázott, vagyis elhódította a hazai bajnokságot, a hazai kupát és az UEFA-szuperkupát is. Rakitić egymás után második éve bekerült a La Liga és a Bajnokok Ligája álomcsapatába.

#### 2015–2016-os szezon
2015. augusztus 11-én végigjátszotta a 120 percet, amikor 5–4-re legyőzték korábbi klubját, a Sevillát a 2015-ös UEFA-szuperkupában a grúziai Tbilisziben. Októberben a "2015-ös év horvát labdarúgójának" választották meg. Sergi Roberto 18. perces cseréjeként beállt október 20-án és mindkét gólt Neymar gólpasszaiból szerezte, a BATE Bariszav ellen aratott 2–0-s diadal során a Bajnokok Ligája csoportkörében.

#### 2016–2019
2017. április 23-án a második gólt ő szerezte a Real Madrid elleni idegenbeli, 3–2-es győzelmen az El Clásicón.
2017. szeptember 12-én gólt jegyzett a Juventus elleni 2017–2018-as BL-kiírásban, amivel a Barcelona hazai pályán 3–0-ra legyőzte az előző évad olasz bajnokát.
2018. december 3-án a Bajnokok Ligája csoportkörben a Tottenham Hotspur elleni mérkőzésen megszerezte a gránátvörös-kékek második gólját a 4–2-es diadal alkalmával. A találatot a szurkolók a "Csoportkör góljának" nevezték el.
2019. március 2-án a Real Madrid elleni csúcsrangadó egyetlen gólját szerezte, majd a lefújás utáni sajtótájékoztatón José Mourinho „A világ egyik leginkább alulértékelt játékosaként” azonosította.

#### 2019–2020-as szezon

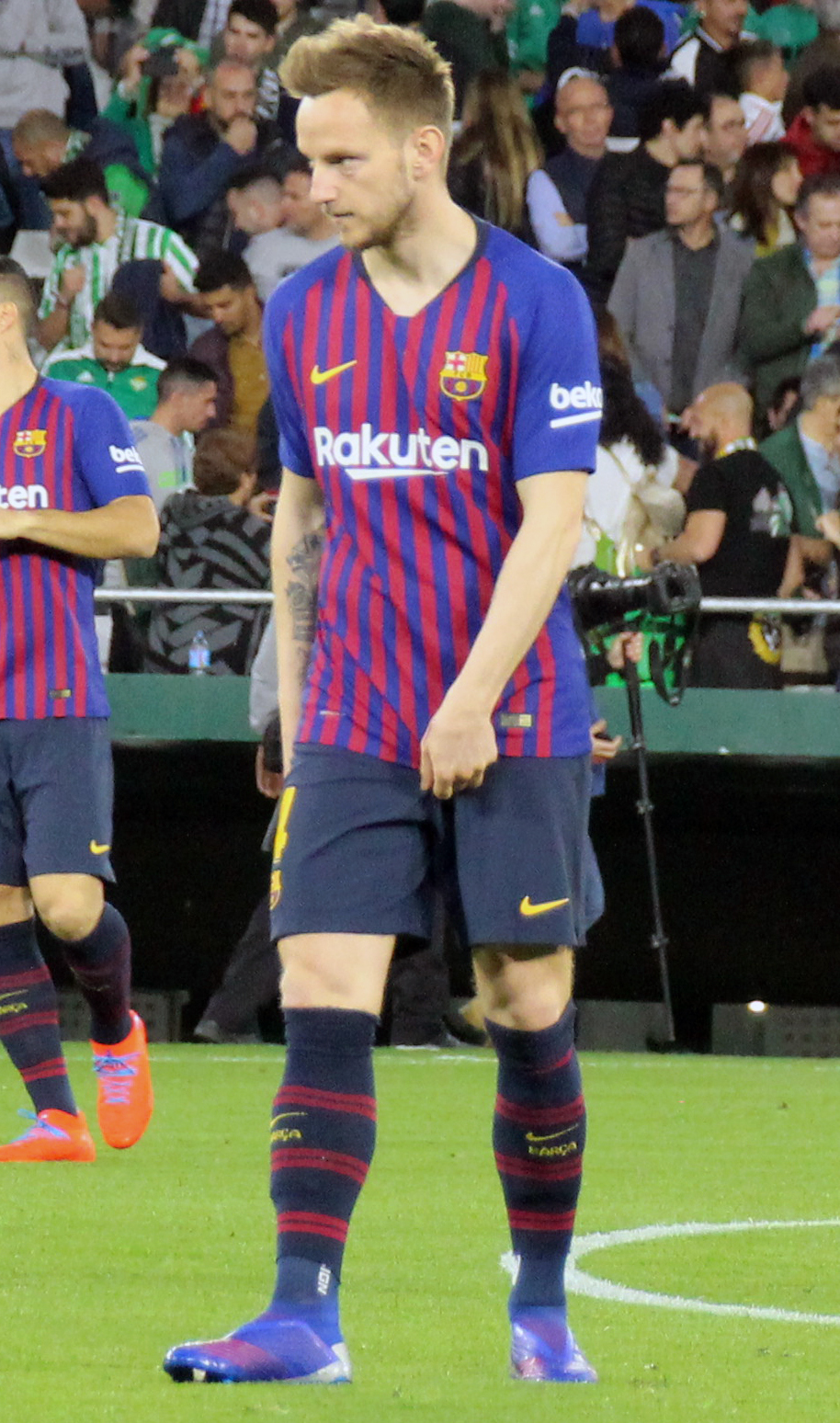
Rakitić 2019-ben.

31 évesen Rakitić pályán töltött játékideje jelentősen lecsökkent a 2019–2020-as szezonban, és a csapatban betöltött szerepe szintén romlott a fiatal Frenkie de Jong érkezését követően.
2020. június 13-án a Barcelona koronavírus-világjárvány utáni első meccsén a 300. hivatalos meccsét ünnepelte a klub szerelésében, amikor 4–0-ra legyőzték a Mallorcát. Június 23-án megszerezte első gólját az Athletic Bilbao elleni 1–0-s győzelmen, ezzel pedig fontos három pontot gyűjtött a bajnoki címért folyó küzdelemben. Augusztus 14-én történelmi, 8–2-es vereséget szenvedtek a német Bayern Münchentől a Bajnokok Ligája negyeddöntőjében, ami egyben Quique Setién edző menesztéséhez vezetett, az újonnan kinevezett vezetőedző, Ronald Koeman tájékoztatta Rakitićet több csapattársa mellett, hogy nem szerepelnek a jövőbeli terveiben. Amikor távozott, ő lett a legtöbbet pályára lépő európai, nem spanyol játékos a FC Barcelona története során.

### Újra Sevilla
2020. szeptember 1-jén Rakitić négyéves szerződést kötött a Sevillával, amivel hat év után tért vissza a klubhoz 1,5 millió eurós díj után. Szeptember 24-én volt első meccse visszatérését követően a budapesti rendezésű UEFA-szuperkupában a Bayern München ellen, ahol 2–1 arányban alul maradtak. Három nappal később első gólját jegyezte, amikor a Sevilla 3–1-re legyőzte a Cádizt. 2021. február 10-én ismételten gólt szerzett a Király-kupa elődöntőjében, amellyel 2–0-s győzelmet aratott korábbi klubja, a Barcelona ellen.
2021. augusztus 23-án, a Getafe elleni 1–0-s győzelem alkalmával Rakitić jubileumi, 200. meccsét játszotta a Sevilla szerelésében.

### Al-Shabab
2024. január 30-án a szaúdi Al-Shabab csapatába igazolt.

### Hajduk Split
2024. július 20-án bejelentette távozását az al-Shabab csapatától, majd másnap ingyen csatlakozott a horvát Hajduk Split csapatához.

### A válogatottban

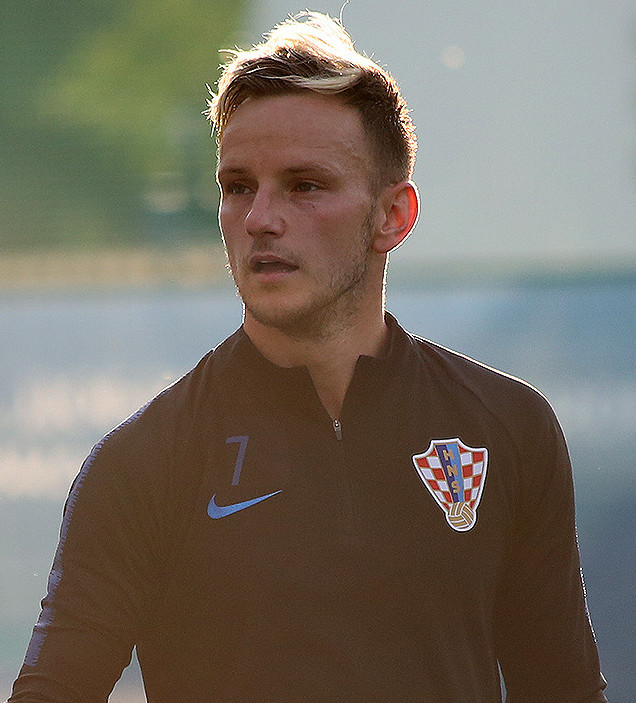
Rakitić 2018-ban.

Rakitić 2006-tól a svájci utánpótlás válogatottban játszott, majd egy év után a horvát U21-es gárda tagja lett. 2007-ben elfogadta Slaven Bilić, a horvát válogatott edzőjének meghívását a nemzeti felnőtt csapatba. Horvátország mezében 2007. szeptember 8-án, az Észtország elleni 2008-as Európa-bajnoki selejtezőn, Zágrábban debütált. Szeptember 12-én Horvátország, Andorra ellen idegenbeli 0–6-os győzelmet aratott, ahol Rakitić eredményes tudott lenni, megszerezve első nemzeti találatát.
2018. június 4-én bekerült Horvátország 23 fős keretébe a 2018-as oroszországi világbajnokságra. Június 21-én megszerezte a válogatott harmadik gólját az Argentína elleni 3–0-s győzelemben a csoportkörben. Július 1-jén meglőtte a győztes büntetőt a Dánia elleni tizenegyespárbajban, amivel hozzásegítette Horvátországot a negyeddöntőbe való bejutáshoz. Egy héttel később, július 7-én ismét megszerezte a győztes büntetőt a rendező, Oroszország elleni tizenegyespárbajban. Ezzel elődöntőbe kvalifikálták magukat. 2018. július 15-én rendezték a torna döntőjét, ahol 4–2 arányban vesztettek Franciaország ellen és ezüstérmesek lettek VB-n.
A 2020-as Európa-bajnokság selejtezőjén nyolc meccsből mindössze négyen vett részt sérülései és bonyolult klubhelyzetei miatt. 2020. szeptember 21-én a horvát labdarúgó-szövetség váratlanul bejelentette, hogy Rakitić visszavonul a válogatott szerepléstől. Visszavonulásakor 106 találkozón lépett pályára és 15 gólt szerzett, ezzel negyedik lett az örök rangsorban Darijo Srna, Luka Modrić és Stipe Pletikosa után.

## Statisztikái

### Klubcsapatokban
Utoljára frissítve: 2022. november 2.
| Klub             | Szezon           | Liga             | Liga  | Liga  | Kup   | Kup   | Európai | Európai | Egyéb | Egyéb | Összesen | Összesen |
| Klub             | Szezon           | Bajnokság        | Mérk. | Gólok | Mérk. | Gólok | Mérk.   | Gólok   | Mérk. | Gólok | Mérk.    | Gólok    |
| ---------------- | ---------------- | ---------------- | ----- | ----- | ----- | ----- | ------- | ------- | ----- | ----- | -------- | -------- |
| Basel            | 2005–06          | Super League     | 1     | 0     | 1     | 0     | 1       | 0       | –     | –     | 3        | 0        |
| Basel            | 2006–07          | Super League     | 33    | 11    | 5     | 0     | 5       | 0       | –     | –     | 43       | 11       |
| Basel            | Összesen         | Összesen         | 34    | 11    | 6     | 0     | 6       | 0       | –     | –     | 46       | 11       |
| Schalke 04       | 2007–08          | Bundesliga       | 29    | 3     | 3     | 1     | 7       | 0       | 3     | 0     | 42       | 4        |
| Schalke 04       | 2008–09          | Bundesliga       | 23    | 1     | 4     | 1     | 7       | 1       | –     | –     | 34       | 3        |
| Schalke 04       | 2009–10          | Bundesliga       | 29    | 7     | 4     | 0     | –       | –       | –     | –     | 33       | 7        |
| Schalke 04       | 2010–11          | Bundesliga       | 16    | 1     | 4     | 1     | 5       | 0       | 1     | 0     | 26       | 2        |
| Schalke 04       | Összesen         | Összesen         | 97    | 12    | 15    | 3     | 19      | 1       | 4     | 0     | 135      | 16       |
| Sevilla          | 2010–11          | La Liga          | 13    | 6     | 1     | 0     | 2       | 0       | –     | –     | 16       | 6        |
| Sevilla          | 2011–12          | La Liga          | 36    | 0     | 3     | 1     | 0       | 0       | –     | –     | 39       | 1        |
| Sevilla          | 2012–13          | La Liga          | 34    | 9     | 8     | 3     | –       | –       | –     | –     | 42       | 12       |
| Sevilla          | 2013–14          | La Liga          | 34    | 12    | 0     | 0     | 18      | 3       | –     | –     | 52       | 15       |
| Sevilla          | Összesen         | Összesen         | 117   | 27    | 12    | 4     | 20      | 3       | –     | –     | 149      | 34       |
| Barcelona        | 2014–15          | La Liga          | 32    | 5     | 7     | 1     | 12      | 2       | –     | –     | 51       | 8        |
| Barcelona        | 2015–16          | La Liga          | 36    | 7     | 6     | 0     | 10      | 2       | 5     | 0     | 57       | 9        |
| Barcelona        | 2016–17          | La Liga          | 32    | 8     | 8     | 1     | 9       | 0       | 2     | 0     | 51       | 9        |
| Barcelona        | 2017–18          | La Liga          | 35    | 1     | 8     | 2     | 10      | 1       | 2     | 0     | 55       | 4        |
| Barcelona        | 2018–19          | La Liga          | 34    | 3     | 7     | 1     | 12      | 1       | 1     | 0     | 54       | 5        |
| Barcelona        | 2019–20          | La Liga          | 31    | 1     | 3     | 0     | 7       | 0       | 1     | 0     | 42       | 0        |
| Barcelona        | Összesen         | Összesen         | 200   | 25    | 39    | 5     | 60      | 6       | 11    | 0     | 310      | 36       |
| Sevilla          | 2020–21          | La Liga          | 37    | 4     | 4     | 2     | 8       | 2       | 1     | 0     | 50       | 8        |
| Sevilla          | 2021–22          | La Liga          | 35    | 4     | 3     | 0     | 8       | 3       | —     | —     | 46       | 7        |
| Sevilla          | 2022–23          | La Liga          | 9     | 0     | 0     | 0     | 6       | 0       | —     | —     | 15       | 0        |
| Sevilla          | Összesen         | Összesen         | 81    | 8     | 7     | 2     | 23      | 5       | 1     | 0     | 111      | 15       |
| Karrier összesen | Karrier összesen | Karrier összesen | 529   | 83    | 79    | 14    | 131     | 15      | 16    | 0     | 755      | 112      |

1. ↑  Magában foglalja a Swiss Kupában, a DFB-Pokalban és Copa del Reyben való pályára lépések száma
2. 1 2  Pályára az UEFA-kupán
3. 1 2 3 4 5 6 7 8  Pályára lépés a Bajnokok ligájában
4. ↑  Pályára lépés a DFL-Ligapokalon
5. ↑  Két pályára lépés az UEFA-bajnokok ligájában és öt pályára lépés és egy gól az
UEFA-kupán
6. ↑  Pályára lépés a DFL-szuperkupán
7. 1 2  Pályára lépés az Európa-ligában
8. ↑  Két pályára lépés a spanyol szuperkupán, egy pályára lépés a UEFA szuperkupán, két pályára lépés a Klubvilágbajnokságon
9. 1 2 3  Pályára lépés a Spanyol labdarúgó-szuperkupán

### A válogatottban
Utoljára frissítve: 2019. október 13.
| 2007     | 5   | 1  |
| 2008     | 11  | 4  |
| 2009     | 8   | 2  |
| 2010     | 8   | 1  |
| 2011     | 6   | 0  |
| 2012     | 10  | 1  |
| 2013     | 11  | 0  |
| 2014     | 10  | 0  |
| 2015     | 6   | 1  |
| 2016     | 7   | 3  |
| 2017     | 6   | 0  |
| 2018     | 14  | 2  |
| 2019     | 4   | 0  |
| összesen | 106 | 15 |

## Sikerei, díjai
Basel
- svájci labdarúgókupa: 2006–2007

Sevilla
- Európa Liga: 2013–2014, 2022–2023
- UEFA-szuperkupa: 2020 (ezüstérmes)

Barcelona
- Spanyol bajnok: 2014–2015, 2015–2016, 2017–2018, 2018–2019
- Spanyol kupagyőztes: 2014–2015, 2015–2016, 2016–2017, 2017–2018
- Spanyol szuperkupa-győztes: 2016, 2018
- Bajnokok ligája: 2014–2015
- UEFA-szuperkupa: 2015
- FIFA-klubvilágbajnokság: 2015

Horvátország
- Labdarúgó-világbajnokság: 2018 (ezüstérmes)